# Neudorf (Beromünster)
Neudorf (toponimo tedesco) è una frazione di 1 233 abitanti del comune svizzero di Beromünster, nel distretto di Sursee (Canton Lucerna).

## Geografia fisica
Neudorf si trova nell'alta valle della Wyna.

## Storia

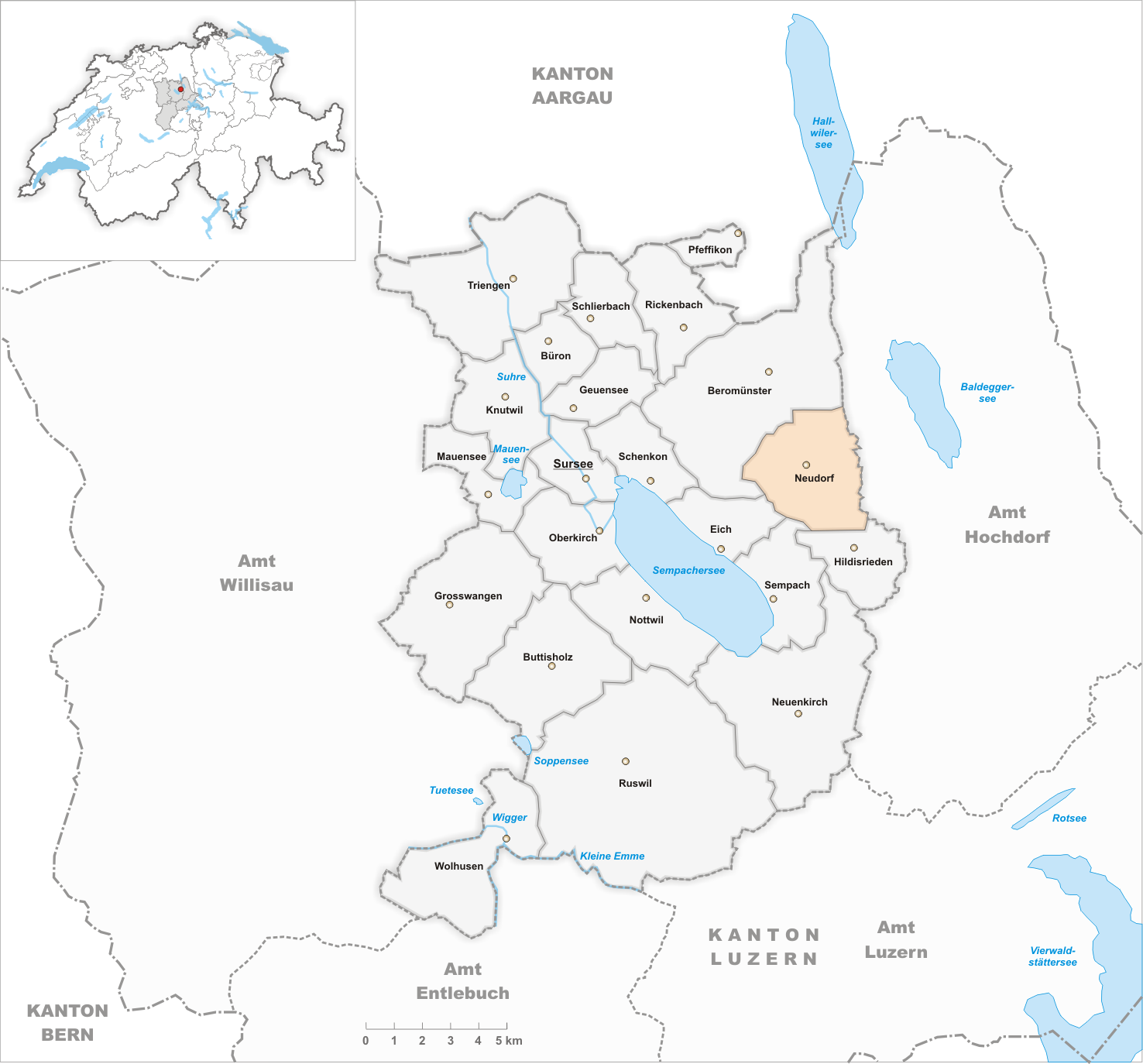
Il territorio del comune di Neudorf prima degli accorpamenti comunali del 2013

Già comune autonomo che si estendeva per 12,83 km², il 1º gennaio 2013 è stato accorpato a quello di Beromünster.

## Monumenti e luoghi d'interesse
- Chiesa parrocchiale cattolica di Sant'Agata, ricostruita nel XV secolo e nel 1676-1884[1];
- Cappella di Gormund[1].

## Società

### Evoluzione demografica
L'evoluzione demografica è riportata nella seguente tabella:
Abitanti censiti